# Clovia quinquesignata
Clovia quinquesignata är en insektsart som beskrevs av Victor Lallemand 1940. Clovia quinquesignata ingår i släktet Clovia och familjen spottstritar. Inga underarter finns listade i Catalogue of Life.